# Аушаутс
Аушаутс — бог лікування в прусській міфології. Входить до тетраду богів природно-господарських функцій, поряд з Пушкайтсом, Пілвітсом та Пергрюбрюсом.
У письмових джерелах 16-17 ст. ототожнювався з римським Ескулапом. Іноді також уточнювалося, що він був богом цілісності, непошкодженості, що він відганяє хвороби та навіть гріхи. Зв'язок Аушаутса з людиною, здоров'ям, культурою відрізняє його від божеств природи.
Прусський Ausszwaito та особливо литовський Auazweikis (Ausweitis, Atsweikcius) сприймалися у зв'язку з литовським словом atsveikti — «одужати», a Auskuhts і латиським Auskuts — як «стригучий овець». Але правильною етимологією імені Аушаутса є «бог, який дає здоров'я та відганяє хвороби» («відстрілює» їх, пор. прус. au — «від», «геть» та лит. sauti — «стріляти», а також мотив замовляння «відстрілювання» хвороб в балтійському фольклорі).